# Arraya de Oca
Arraya de Oca es un municipio de España, en la provincia de Burgos, partido judicial de Briviesca, comunidad autónoma de Castilla y León. Tiene un área de 12,25 km² con una población de 53 habitantes (INE 2024) y una densidad de 4,33 hab/km². 

## Geografía
Al sur de los Montes de Oca y al este de La Bureba.

### Municipios limítrofes
- Al norte y este con Cerratón de Juarros.
- Al sur con Villafranca Montes de Oca.
- Al oeste con Villaescusa la Sombría.

## Historia
Villa, en la categoría de “pueblos solos” en el partido de Bureba jurisdicción de señorío ejercida por el duque de Frías quien nombraba su alcalde mayor de Señorío.
A la caída del Antiguo Régimen queda constituida como ayuntamiento constitucional del mismo nombre en el partido Belorado , región de Castilla la Vieja , contaba entonces con 135 habitantes.

## Cultura

### Fiestas y costumbres
Entre los pueblos del entorno, ha sido costumbre denominar a los habitantes de Arraya con el apelativo de jabalíes o "jabalís", como suele decirse comúnmente, y jabalinas para las mujeres.

## Demografía
Arraya de Oca cuenta con una población de 53 habitantes (INE 2024).
| Gráfica de evolución demográfica de Arraya de Oca entre 1842 y 2021 |
| |
| Población de derecho según los censos de población del INE Población de hecho según los censos de población del INEEn estos censos se denominaba Arraya: 1842, 1857, 1860, 1877, 1887, 1897, 1900 y 1910. |

| 1991 |  | 1996 |  | 2001 |  | 2004 |
| ---- |  | ---- |  | ---- |  | ---- |
| 55   |  | 53   |  | 59   |  | 53   |

## Monumentos y lugares de interés

### Iglesia de la Asunción de Nuestra Señora
Dependiente de la parroquia de Monasterio de Rodilla en el arciprestazgo de Oca-Tirón , diócesis de Burgos